# Bilderpossen

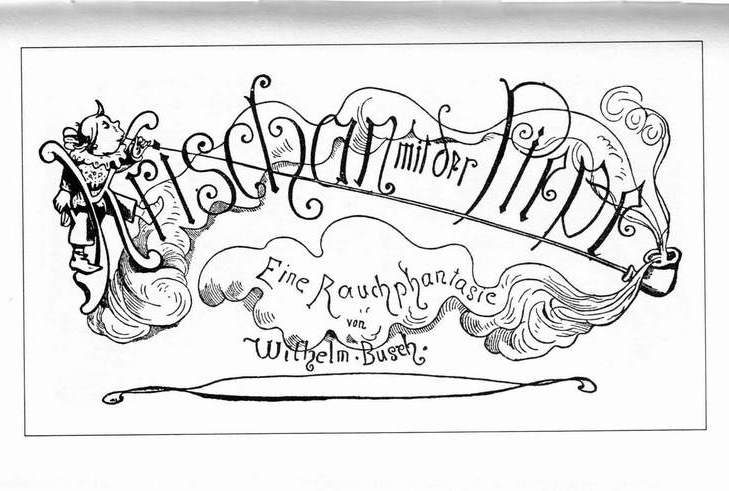
Titelbild von Krischan mit der Piepe

Bilderpossen ist ein Buch des humoristischen Malers und Zeichners Wilhelm Busch. Es erschien 1864 und enthielt vier größere Geschichten: Katze und Maus, Hänsel und Gretel, Krischan mit der Piepe und Der Eispeter. Nach ersten Werken auf Münchener Bilderbogen (17 erschienen davon vor 1864, der erste war 1859 Die kleinen Honigdiebe) und einigen Geschichten in den Fliegenden Blättern war es das erste Buch mit Bildergeschichten von Wilhelm Busch. Es wird dem Frühwerk zugerechnet.

## Hintergrund
Wilhelm Busch hatte nach dem Versuch, in Düsseldorf und in Antwerpen Kunst zu studieren, sich in München niedergelassen. Auch dort enttäuschte ihn jedoch das Studium, so dass er sich über einen Zeitraum von fast vier Jahren planlos herumtrieb. Über den Künstlerverein Jung-München lernte er den Verleger Kaspar Braun kennen. Für dessen satirische Blätter, den Münchener Bilderbogen und die Fliegenden Blätter, verfasste er in den Jahren 1860 und 1863 über hundert Beiträge. Wilhelm Busch war damit erstmals schuldenfrei, verfügte über ein ausreichendes Auskommen und hatte sich auch einen Ruf als humoristischer Zeichner erarbeitet. Die Abhängigkeit vom Verleger Kaspar Braun fand er allerdings zunehmend beengend, so dass Wilhelm Busch nach einem anderen Verleger zu suchen begann. Er wandte sich an Heinrich Richter, den Sohn des sächsischen Malers Ludwig Richter. In Heinrich Richters Verlag waren bislang nur Werke von Ludwig Richter sowie Kinderbücher und religiöse Erbauungsliteratur erschienen. Wilhelm Busch war sich dieser Tatsache möglicherweise nicht bewusst, als er mit Heinrich Richter die Publikation eines Bilderbuches vereinbarte, das vier größere Bildergeschichten enthalten sollte.

## Inhalt
Die Themenwahl wurde Wilhelm Busch durch seinen Verleger Heinrich Richter freigestellt. Mit Hänsel und Gretel griff Wilhelm Busch ein Thema auf, das ihn schon in den Jahren zuvor beschäftigt hatte. Er hatte mit Hansel und Gretel eine festlich-parodistische Märchenerzählung verfasst, die von dem Komponisten Georg Kremplsetzer vertont wurde und im Februar 1862 im Konzerthaus Odeon aufgeführt wurde. Wilhelm Busch war schon in dieser Märchenerzählung von der Vorlage der Brüder Grimm abgewichen und zeigte darin Kinder, die freiwillig in den Wald gehen, um ihrer bösen Stiefmutter zu entgehen. In der Bildergeschichte ist die böse Stiefmutter durch ein gutherziges Mütterlein ersetzt, die ihre Kinder davor warnt, den Wald zu betreten. Die Hexe ist wie im Singspiel mit einem Menschenfresser verheiratet. Die Busch-Biographin Eva Weissweiler bezeichnet diese fett, schwarzhaarig, mit krummer Nase und großen Ohren dargestellte Figur als „das Zerrbild eines jüdisch-kapitalistischen Bösewichts, wie die schlimmsten Antisemiten jener Zeit ihn sich vorstellten“.
Krischan mit der Piepe ist die Geschichte vom rauchenden Krischan, einem Jungen, der heimlich und verbotenerweise Vaters Meerschaumpfeife raucht. Ihm wird vom ungewohnten Tabakgenuss übel und in seiner Übelkeit dreht sich alles um ihn, so dass sich die Möbel in Konturwesen verwandeln, die ihn in surreal anmutenden Bildern umtanzen und bedrängen.
Die Geschichte vom Eispeter erzählt wie so viele Geschichten von Wilhelm Busch von einem bösen Buben. Er ist hier ein passionierter Eisläufer, der alle Warnungen ausschlägt. Er bricht ein und erfriert sofort zu einer bizarren Eisgestalt. Vater und Onkel sägen ihn daraufhin aus dem Eis und bringen ihn nach Hause, wo er am warmen Ofen auftauen sollte. Der Auftauprozess verläuft allerdings dramatischer als von den Eltern vorgesehen:
Ach, aber ach!

Nun ist's vorbei!

Der ganze Kerl

zerrinnt zu Brei.
Die Eltern sammeln mit einem Löffel die Überreste ihres Sohnes auf und betten ihn in einem Topf zwischen Gurken und Käse zur letzten Ruhe.

## Reaktion
Die von Wilhelm Busch vorgelegten Bildergeschichten stießen bei seinem Verleger Heinrich Richter auf Skepsis. Auf seine Kritik, dass seine Zeichnungen nicht den Maßstäben entsprächen, die Moritz von Schwind mit seinen Märchenzeichnungen gesetzt habe, reagierte Busch mit einem empörten Brief. Die Bedenken Heinrich Richters waren berechtigt, die Bilderpossen, die 1864 in Dresden veröffentlicht wurden, erwiesen sich als Misserfolg. Es handelte sich weder um ein Märchen- noch um ein Bilder- oder Karikaturenbuch und übertraf in seiner Grausamkeit den Struwwelpeter. Auf besonderes Missfallen stieß die Geschichte vom Eispeter.
Ab 1880 waren die Bilderpossen dann mit verkleinerten Zinkographien in mehreren Auflagen beim Bassermann Verlag erschienen, ohne jedoch „wirklich bekannt“ geworden zu sein (Arthur Rühmann im Nachwort von IB 25/2).
Trotz dieses bis dahin nur mäßigen verlegerischen Erfolgs wagte Anton Kippenberg im Jahr 1934, also noch vor Ablauf der urheberrechtlichen Schutzfrist 1938, so dass vom Rechteinhaber eine Lizenz erworben werden musste, eine Aufnahme der Bilderpossen als IB 25/2 in die Insel-Bücherei. Nun erzielten die Bildergeschichten bis 1962 immerhin 8 Auflagen mit 232.000 Exemplaren und erreichten damit ein breiteres Publikum.

## Belege

### Einzelbelege
1. ↑  Diers, S. 44 und S. 45
2. ↑  Weissweiler, S. 118
3. ↑  Weissweiler, S. 104
4. ↑  Weissweiler, S. 119
5. ↑  Weissweiler, S. 119 und S. 120
6. ↑  Weissweiler, S. 120
7. ↑  Arthur Rühmann in Wilhelm Busch: Bilderpossen, Insel Verlag, Leipzig 1934, S. (66)